# Azoia (Leiria)
Azoia is een plaats (freguesia) in de Portugese gemeente Leiria en telt 2269 inwoners (2001).